# Chozetta
Chozetta, naziv nepoznatog značenja koji 1699. spominje Iberville kao jedno pleme koje je imalo selo na rijeci koju su Indijanci nazivali Pascaboulas. Prema Hodgeu, Gatschetovo je mišljenje da je ovo pleme u stvari Choctaw, pripadnici muskhogeanske jezične porodice. McGee ih navodi kao jedno od plemena koje je pripadalo široj skupini Biloxi, kojoj on pridodaje i plemena Moctobi (s rezervom), Paskagula i Biloxije.